# Лемберг Григорій Мойсейович
Григорій Мойсейович Лемберг (1873, Єлисаветград, Херсонська губернія, Російська імперія — 30 липня 1945, СРСР) — російський і радянський фотограф, кінооператор, режисер. 

## Біографічні відомості
Народився в 1873 році в Єлисаветграді (тепер Кропивницький) в єврейській родині. До появи «синематографа» у Росії працював фотографом (1888—1911). З 1910 року — фотограф та оператор першої російської кінофірми О. Дранкова. 
У 1912—1917 pp. працював у кінофірмах О. Дранкова, Р. Перського, «Кіно-Альфа», «Біохром» та ін. У 1914 році зняв перший ігровий фільм «Золото, сльози та сміх...». До 1917 року зняв понад тридцять ігрових фільмів.
У 1917—1920 pp. — оператор кінохроніки, знімав події Лютневої революції у Петрограді. 
У 1920—1921 pp. завідував кіносекцією при агітпоїздах ВЦВК, з 1923 року — оператор «Держкіно». У 1920-х рр. зняв кілька науково-популярних фільмів як оператор та режисер. 
Син: Лемберг Олександр Григорович (1898—1974) — російський і радянський кінооператор. У кіно — з 1914 року, працював під керівництвом батька Г.М. Лемберга (з 1916).

## Фільмографія
Оператор:
- 1914 — «Золото, сльози та сміх...»
- 1915 — «Андрій Тобольцев»
- 1915 — «Сколихнулася Русь сермяжна і грудьми стала за святу справу»
- 1916 — «Аршин мал алан» (ТД «РУСЬ»)
- 1916 — «У царстві нафти та мільйонів»
- 1916 — «За годину до смерті»
- 1916 — «Дружина»
- 1916 — «Безодня»
- 1916 — «Князь Демір Булат»
- 1916 — «Кохання без черевиків»
- 1916 — «Сибірська отаманша» («Філма» братів Пірон)
- 1917 — «Бабуся російської революції»
- 1917 — «Георгій Гапон»
- 1917 — «Шакали влади»
- 1917 — «Заїра»
- 1925 — «Життя як воно є»
- 1925 — «Хатинка на Байкалі»
- 1926 — «Степові вогні» (Мосфільм)[2];
- 1927 — «На рейках» (Ленфільм) [3]
- 1927 — «Чадра»
- 1929 — «Гюль та Толмазов» (Узбеккіно)

Режисер:
- 1924 — «Аборт» (короткометражний)
- 1926 — «Степові вогні»